# Синявский, Вадим Иванович
Вади́м Ива́нович Синя́вский (бел. Вадзі́м Іва́навіч Сіня́ўскі; 15 мая 1970, Молодечно, Минская область, Белорусская ССР, СССР) — белорусский государственный деятель. Генерал-майор милиции (2017), генерал-майор внутренней службы (2021).
С 1992 года Синявский служил в различных силовых ведомствах на разных должностях, дослужившись до должности Министра по чрезвычайным ситуациям Республики Беларусь. До этого руководил гродненской областной милицией.

## Биография
Родился 15 мая 1970 года в Молодечно в рабочей семье. Отец — Иван Константинович, всю жизнь проработал на заводе «Зенит» токарем. Мама — Антонина Антоновна, работала на этом же предприятии распределителем. Помимо Вадима в семье также были младший брат Антон и сестра Инна. Во время учёбы в школе состоял в совете дружины, активно принимал участие в спортивно-массовых мероприятиях, ходил на танцевальный кружок. Окончил музыкальную школу, был лауреатом конкурса юных цимбалистов. В 13 лет играл в духовом оркестре и планировал стать военным дирижёром. В 1987 году окончил вилейскую среднюю школу № 3. В 17 лет поступил в Саратовское высшее военное командное Краснознаменное училище внутренних войск МВД СССР. Начиная со второго курса учёбы, с собственных слов, неоднократно бывал в «горячих точках»: в 1988 году в Ереване, в октябре-феврале 1988-89 годов в Баку, а летом 1989-го в Фергане и Абхазии.
В 1991 году по окончании училища остался в альма-матер курсовым офицером на последующие полтора года, после чего вернулся на родину. Тут хотел построить карьеру военного, однако во внутренних войсках места не оказалось. С августа 1991 года по декабрь 1992 командовал взводом роты курсантов Саратовского высшего военного командного училища МВД СССР.
29 декабря 1992 года стал работать участковым инспектором инспекции по делам несовершеннолетних отдела внутренних дел Мядельского районного исполнительного комитета (далее — райисполком). Через два года был повышен до старшего участкового инспектора инспекции по делам несовершеннолетних, а также стал участковым инспектором милиции, старшим участковым инспектором милиции Кривичского участка милиции ОВД Мядельского райисполкома. С августа 1998 по июнь 2003 года — начальник оперативно-организационной службы, заместитель начальника ОВД Мядельского райисполкома — начальник милиции общественной безопасности и специальной милиции.
В 2002 году окончил Академию МВД Республики Беларусь. В июне 2003 года назначен руководителем ОВД Воложинского райисполкома. Затем был назначен заместителем начальника милиции общественной безопасности и специальной милиции УВД Минского областного исполнительного комитета (далее — облисполком) начальником управления охраны правопорядка. Занимал эту должность до конца 2009 года. 4 сентября 2009 года Вадиму Синявскому было присвоено специальное звание полковника милиции. В декабре 2009 устроился в Службу безопасности Президента Республики Беларусь на должность начальника третьего отдела управления охраны объектов. В службе безопасности проработал до апреля 2012, после чего был назначен начальником Департамента охраны МВД. С 30 сентября 2014 и до назначения на министерский пост являлся председателем Гродненской областной организационной структуры БФСО «Динамо».
С 18 апреля 2014 года по 11 марта 2021 года — начальник УВД Гродненского облисполкома. 4 марта 2017 года Вадиму Синявскому было присвоено специально звание генерал-майора милиции. Он руководил поисками пропавшего мальчика из деревни Новый Двор Максима Мархалюка, который является единственным пропавшим и не найденным ребёнком в области. Он стал единственным главой региональной милиции, который извинился за применение силы в отношении участников акций протестов. По его словам, все задержанные за участие в несанкционированных митингах в Гродненской области были освобождены, им помогли добраться домой. На встрече с бастующими сотрудниками предприятия «Химволокно» приносил людям свои извинения и обещал разобраться в ситуации. На этой встрече он также заявил, что ему было стыдно за действия некоторых сотрудников правоохранительных органов. Однако позже стал утверждать, что протесты закончились. Синявский говорил, что на акции протеста выходит очень мало людей. Также в марте 2021 года он заявил, что гордится сотрудниками правоохранительных органов. Прощание с Вадимом прошло 12 марта 2021 года на плацу возле здания УВД. За время нахождения на этой должности новый облик обрело здание УВД, отремонтированы РОВД области. Силовики поблагодарили бывшего руководителя и пожелали новых успехов и достижений.
11 марта 2021 года указом Президента Республики Беларусь Александра Лукашенко был назначен Министром по чрезвычайным ситуациям Республики Беларусь. Этим же указом Вадиму Синявскому было присвоено специальное звание генерал-майора внутренней службы в порядке переаттестации. После назначения новый министр рассказал, что вопросы кадрового обеспечения и дисциплины будут в числе важнейших, на которые он сразу планирует обратить внимание. Синявский признался, что предложение на должность было для него несколько неожиданным. При этом, по его словам, Александр Лукашенко во время назначения дал высокую оценку работе УВД Гродненского облисполкома, начальником которого до этого был Вадим Иванович. 16 марта 2021 года Государственный секретарь Совета безопасности Республики Беларусь Александр Вольфович представил нового министра коллективу ведомства.

## Личная жизнь
Женат, имеет двоих детей. Супруга работает в Гродненском облисполкоме главным специалистом. Дочь Анастасия — мама двоих детей, Данилы и Алисы. Сын Сергей (1999 г.р.) пошёл по стопам отца и в 2020 году окончил Академию МВД Республики Беларусь, работает в уголовном розыске.

## Награды
- Медаль «За безупречную службу» I, II и III степеней;
- Медаль «За отличие в охране общественного порядка»[бел.][4].